# 레이 체이스

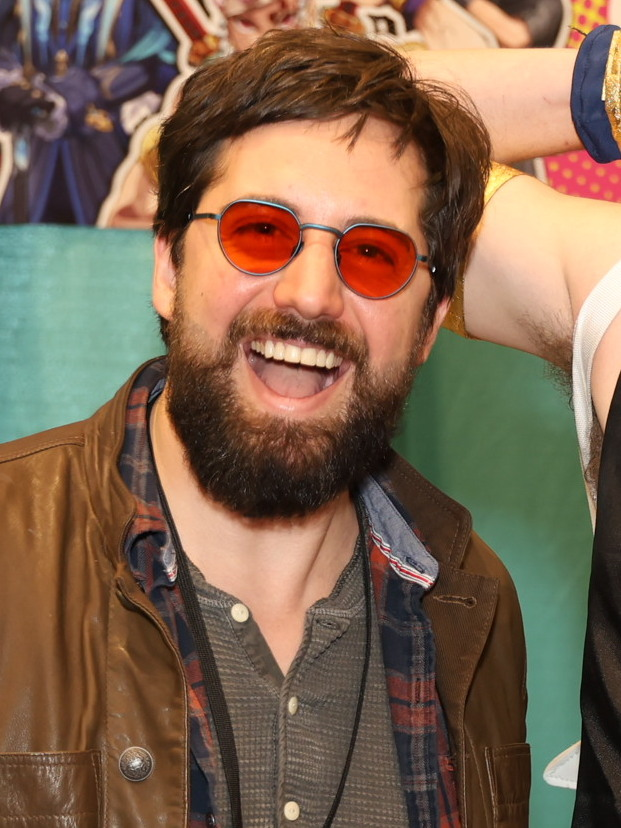

레이 체이스(Ray Chase, 1987년 5월 20일 ~ )는 미국의 성우, 각본가이다.

## 영화
- 말리그넌트 (2021년) - 가브리엘 역 (목소리)
- 저스티스 리그 다크 (2017년)
- 레버넌트: 죽음에서 돌아온 자 (2015년) - 사냥꾼 역